# Basílica de San Jorge (Victoria)
La basílica barroca de San Jorge (en maltés: San Ġorġ) se encuentra en Pjazza San Ġorġ, al sur de la plaza del Mercado (Market Square) en Victoria, capital de la isla maltesa de Gozo. Fue construido entre 1672 y 1678, pero fue severamente dañado por un terremoto en 1693 y, por lo tanto, no fue consagrado hasta 1755. La fachada fue revestida en 1818.

## Descripción
La iglesia también es conocida como la "iglesia dorada" por su magnífico interior. Sus paredes y columnas interiores están completamente cubiertas de mármol y está ricamente decorada con pinturas y estatuas. Vittorio Cassar fue el principal responsable de los diseños, mientras que las pinturas son obra de Giovanni Battista Conti. La principal atracción de la iglesia es la estatua de su homónimo, San Jorge, tallada por Pietro Paolo Azzopardi en 1838. Otros artistas que han trabajado en la iglesia son Mattia Preti, Giuseppe Cali, Michele Busuttil, Giuseppe Fenech, Francesco Zahra, Fortunato Venuti, Injazju Cortis, Ramiro Cali', Filippo Cosimo, Giuseppe D'Arena, Salvatore Bondi', Roberto Dingli y Stefano Erardi.
Ha habido una fuerte rivalidad entre la comunidad eclesiástica de la Basílica de San Jorge y la de la Catedral de la Asunción durante generaciones. Ambas parroquias tienen su propia sociedad musical (Basílica de San Jorge, Soċjetà Filarmonika La Stella, Catedral de Santa María, Soċjetà Filarmonika Leone ), cada una de las cuales tiene su propio teatro de ópera.

## Galería de imágenes

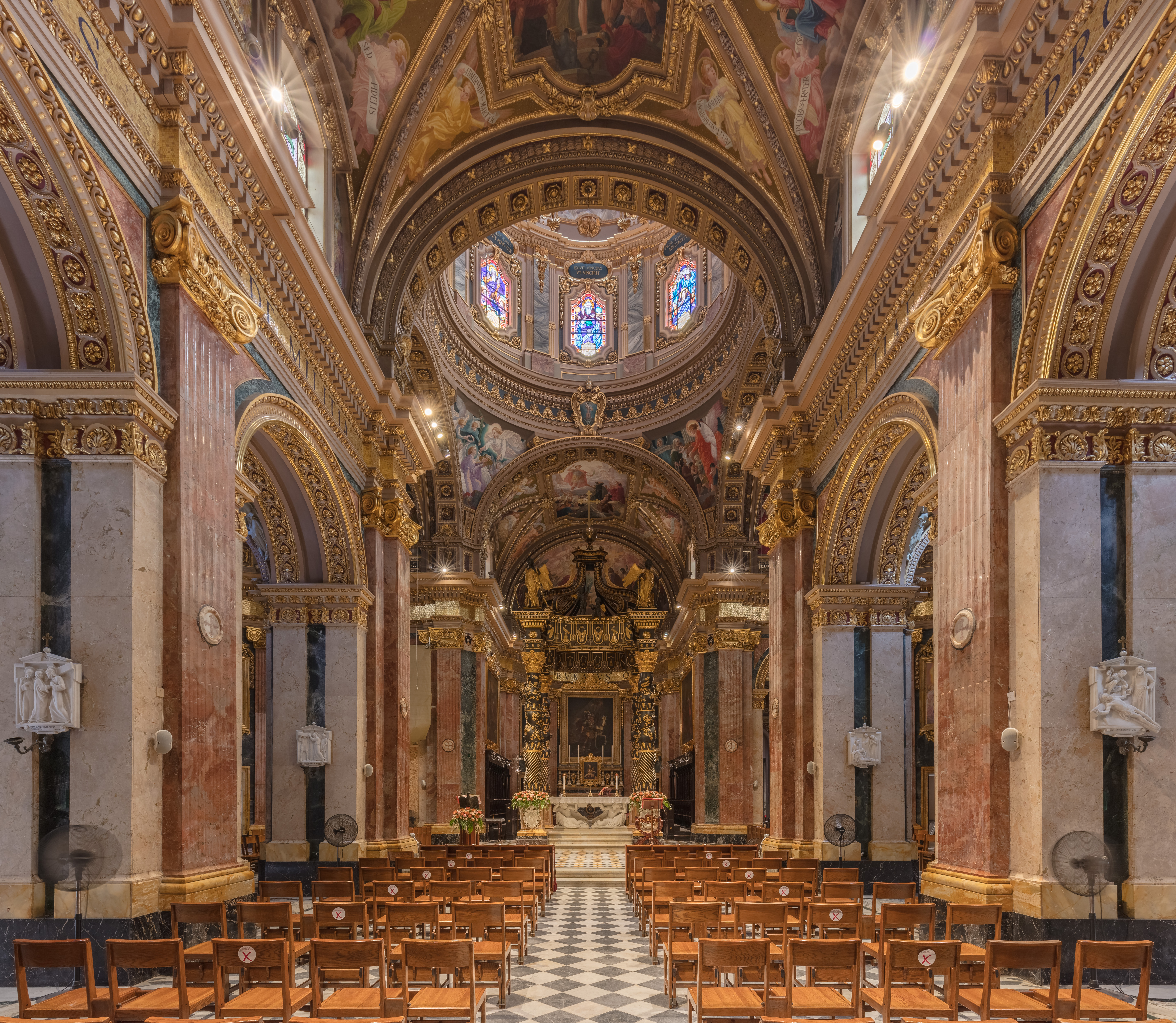
Vista interior de la nave.
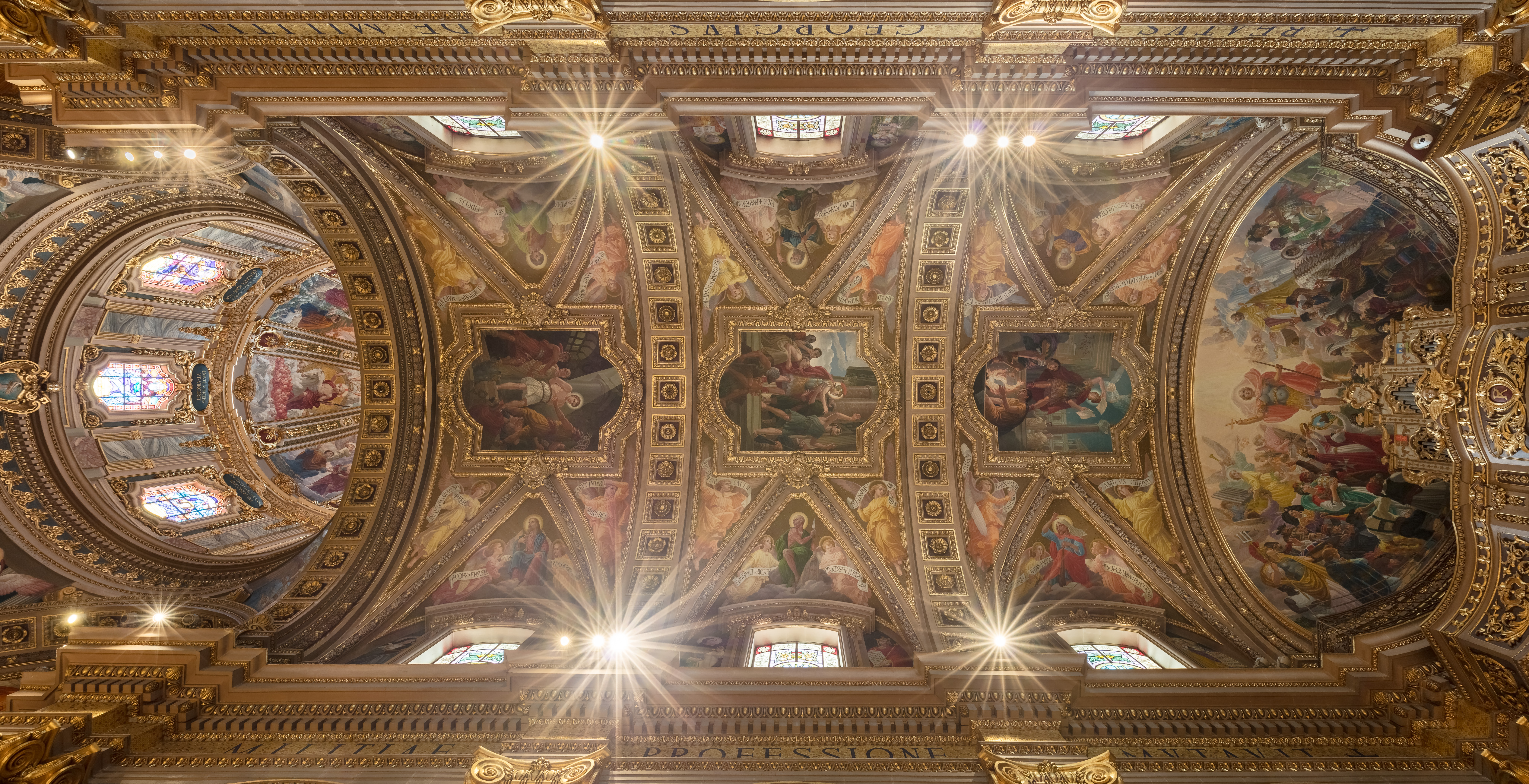
Techo del templo.
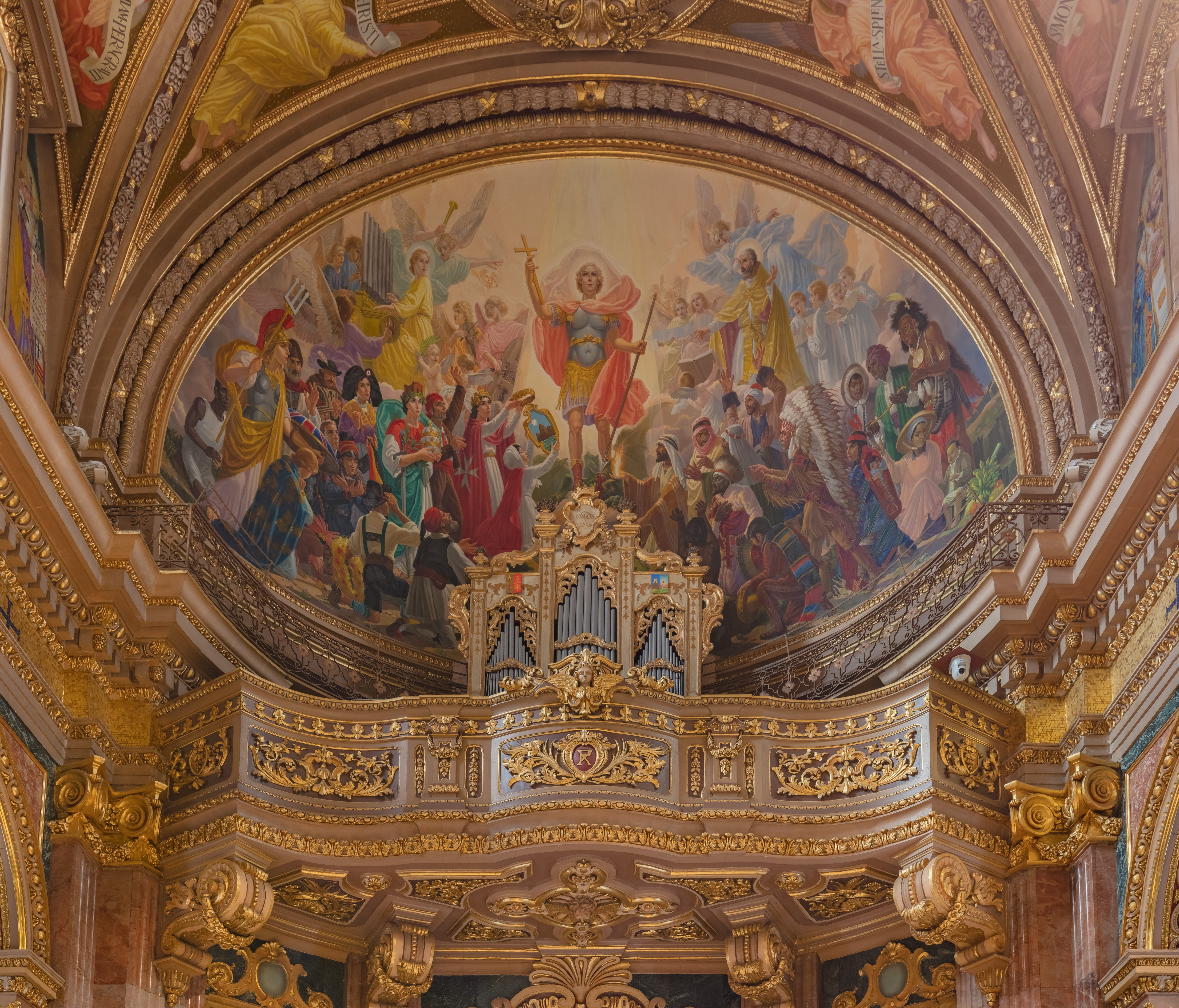
Órgano y fresco.
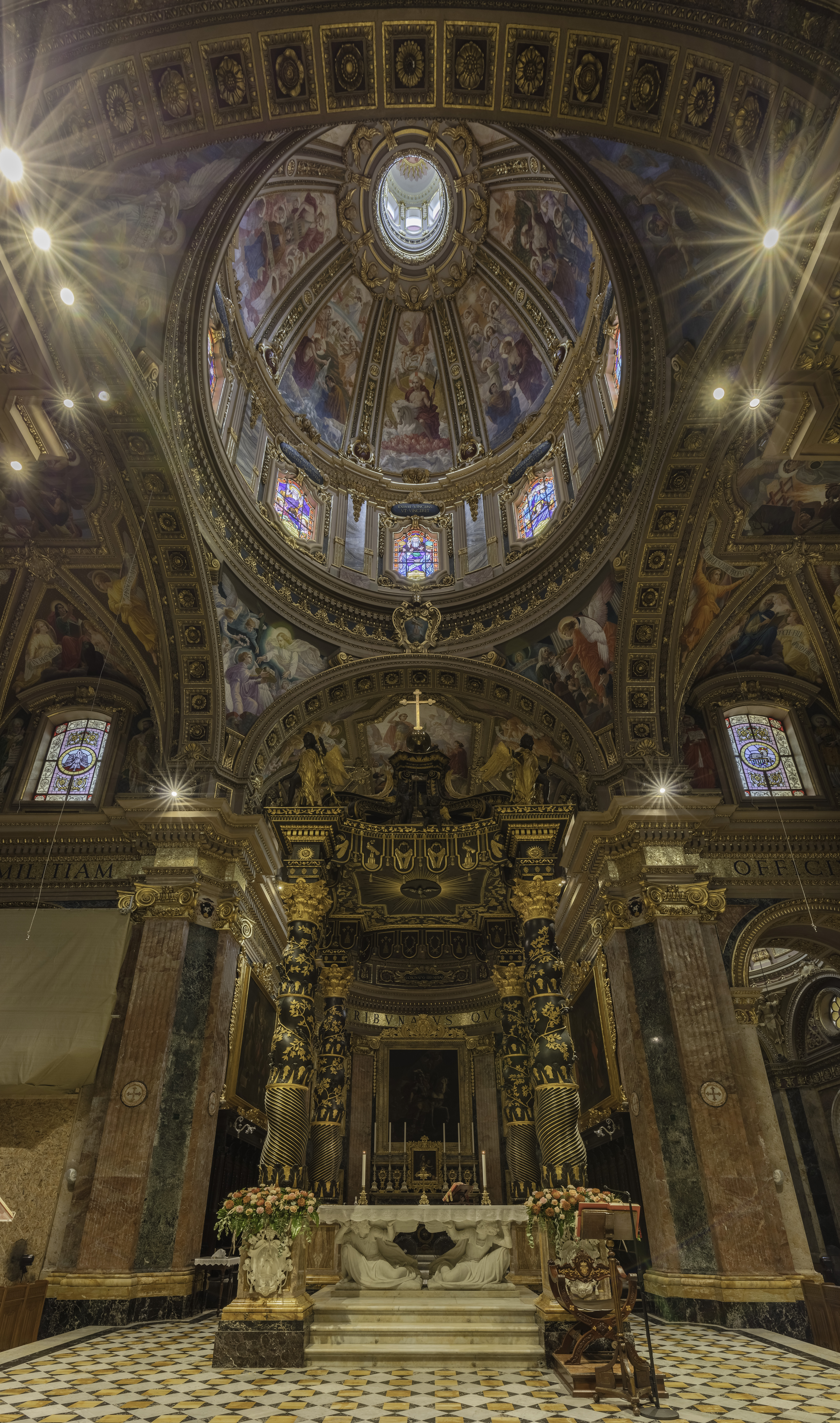
Altar.